# De Notenkraker
De Notenkraker (« Le Casse-noisette ») est un hebdomadaire satirique illustré néerlandais, édité par le Parti social-démocrate des ouvriers, publié de janvier 1907 à juillet 1936.

## Histoire
De Notenkraker est la suite, sous un format différent, de l'édition du dimanche de Het Volk qui portait jusqu'alors le nom de Het Zondagsblad.
Il est abandonné en 1936 pour laisser plus de place aux magazines illustrés par des photographies, comme le guide radio de la VARA.

## Annexe
- (nl) Cet article est partiellement ou en totalité issu de l’article de Wikipédia en néerlandais intitulé « De Notenkraker (tijdschrift) » (voir la liste des auteurs).
- (nl) « De Notenkraker », sur Lambiek Comicopledia (consulté le 13 novembre 2016).